# مجلس الوزراء الكويتي (فبراير 2006)
مجلس الوزراء الكويتي 2013 أو الوزارة الـ22 في الكويت هي الوزارة رقم (22) في الكويت منذ الاستقلال عام 1961م. تشكلت بتاريخ 9 فبراير 2006م برئاسة الشيخ ناصر محمد الأحمد الجابر الصباح، وقد أجري عليها تعديلاً وزارياً موسعاً بتاريخ 6 يناير 2014م.

## خلفية
- بتاريخ 30 يناير 2006م قدمت الحكومة استقالتها لأمير البلاد الشيخ صباح الأحمد الجابر الصباح بعد مبايعته أميراً للبلاد وقبلها .[2]
- بتاريخ 7 فبراير 2006م أصدر الشيخ صباح الأحمد الجابر الصباح أمراً أميرياً بتعيين الشيخ ناصر محمد الأحمد الجابر الصباح رئيساً لمجلس الوزراء.[3]
- بتاريخ 8 فبراير 2006م صدر أمر أميري بمنح الشيخ ناصر المحمد رئيس مجلس الوزراء لقب «سمو».[4]
- بتاريخ 9 فبراير 2006م صدر مرسوماً أميرياً بتشكيل الوزارة[5]، وقد أدت الحكومة اليمين الدستورية في الحادي عشر من الشهر نفسه.[6]
- بتاريخ 21 مايو 2006م صدر مرسومين أميريين بحل مجلس الأمة[7]،ودعوة الناخبين لانتخاب أعضاء مجلس الأمة في 29 يونيو 2006م.[8]
- بعد انتخابات مجلس الأمة 2006 وبتاريخ 1 يوليو 2006م قدمت الحكومة استقالتها أمير البلاد وقبلها بأمر أميري.[9]

## التشكيل الوزاري
| الحقيبة الوزارية                                                                    | الوزير                            | ملاحظات                                                          |
| ----------------------------------------------------------------------------------- | --------------------------------- | ---------------------------------------------------------------- |
| رئيس مجلس الوزراء                                                                   | ناصر محمد الأحمد الجابر الصباح    |                                                                  |
| النائب الأول لرئيس مجلس الوزراء وزير الداخلية ووزير الدفاع                          | جابر مبارك الحمد الصباح           |                                                                  |
| نائب رئيس مجلس الوزراء وزير الخارجية                                                | محمد صباح السالم الصباح           |                                                                  |
| نائب رئيس مجلس الوزراء وزير الدولة لشؤون مجلس الوزراء ووزير الدولة لشؤون مجلس الأمة | محمد ضيف الله شرار                |                                                                  |
| وزير الصحة                                                                          | أحمد عبد الله الأحمد الصباح       |                                                                  |
| وزير الطاقة                                                                         | أحمد فهد الأحمد الصباح            |                                                                  |
| وزير المواصلات                                                                      | إسماعيل خضر الشطي                 |                                                                  |
| وزير الإعلام                                                                        | أنس محمد أحمد الرشيد              | قدم استقالته بتاريخ 9/5/2006م وعُين محله محمد ناصر السنعوسي       |
| وزير المالية                                                                        | بدر مشاري الحميضي                 |                                                                  |
| وزير الأشغال العامة ووزير الدولة لشؤون الإسكان                                      | بدر ناصر الحميدي                  |                                                                  |
| وزير التربية ووزير التعليم العالي                                                   | عادل طالب الطبطبائي               |                                                                  |
| وزير العدل ووزير الأوقاف والشؤون الإسلامية                                          | عبد الله عبد الرحمن معتوق المعتوق |                                                                  |
| وزير الدولة لشؤون البلدية                                                           | عبد الله سعود المحيلبي            |                                                                  |
| وزير الشؤون الاجتماعية والعمل                                                       | علي جراح صباح الصباح              | عُين بتاريخ 28/5/2006م - بالإضافة إلى عمله وزيراً للتجارة والصناعة |
| وزير التخطيط ووزير الدولة لشؤون التنمية الإدارية                                    | معصومة صالح المبارك               |                                                                  |
| وزير التجارة والصناعة                                                               | يوسف حسن الزلزلة                  | قدم استقالته بتاريخ 28/5/2006م                                   |